# Life in a Tin Can
Life in a Tin Can ist das neunte internationale Musikalbum der Bee Gees.

## Produktion
»Life in a Tin Can« stellt in vielerlei Hinsicht einen Neuanfang für die Bee Gees dar. Es war das erste Album, das die Band auf RSO Records veröffentlichte. Zum ersten Mal waren die Brüder Gibb – formell – alleine für die Produktion verantwortlich. Es war das erste Album, das komplett in den USA produziert wurde. Und es war das erste ohne ihren langen Weggefährten, Arrangeur Bill Shepherd.
Und auch musikalisch suchten die Bee Gees nach neuen Wegen. Für die Aufnahmen, die in der zweiten Jahreshälfte 1972 stattfanden, konnten sie Arrangeur Johnny Pate gewinnen, der die Musiker Jane Getz und Jerome Richardson mit ins Studio brachte. Obwohl diese drei Musiker eher dem Jazz zugewandt waren, hört man auf dem Album eher Einflüsse aus der Countrymusik. Gleich drei eher akustische klingende Songs, South Dakota Morning, While I Play und Come Home Johnny Bride, alles Barry-Gibb-Kompositionen, machen diesen Eindruck deutlich.
Dagegen steht mit Saw A New Morning ein Titel, der mit seinem fulminanten Orchesterarrangement das Album eröffnet und folgerichtig auch im Januar 1973 als Single veröffentlicht wurde. In den USA erschien das Album ebenfalls im Januar, keine vier Monate nach ihrem letzten Studioalbum – in Europa im März.
Alle Kompositionen stammen aus dem Jahr 1972.

### Mitwirkende
- Arrangeur, Dirigent: Johnny Pate
- Toningenieur: Chuck Leary, Mike Stone
- Gitarre: Alan Kendall
- Bass, Violine: Rick Grech
- Schlagzeug: Jim Keltner
- Steel-Gitarre: Sneaky Pete Kleinow
- Piano: Jane Getz
- Querflöte: Jerome Richardson
- Mundharmonika: Tommy Morgan

## Trackliste
- A1. Saw a New Morning (Barry, Robin & Maurice Gibb)
- A2. I Don’t Wanna Be the One (Barry Gibb)
- A3. South Dakota Morning (Barry Gibb)
- A4. Living in Chicago (Barry, Robin & Maurice Gibb)
- B1. While I Play (Barry Gibb)
- B2. My Life Has Been a Song (Barry, Robin & Maurice Gibb)
- B3. Come Home Johnny Bridie (Barry Gibb)
- B4. Method to My Madness (Barry, Robin & Maurice Gibb)

## Ausgaben
Das Album erschien 1973 bei RSO, in Deutschland vertrieben von Polydor, in den USA von Atlantic Records.
1987 erschien das Album erstmals auf Compact Disc.
Seit 2008 ist es in Europa nur noch digital verfügbar.
- 1973: RSO 2394 102 (LP)
- 1987: Polydor 833 788-2 (CD)

## Rezeption
Obwohl das Album durchaus gute Kritiken bekam, blieb der kommerzielle Erfolg aus (weltweit wurden davon nur etwa 500.000 Stück verkauft). Der Musik Express schrieb damals:

„Obwohl die Gebrüder Gibb in letzter Zeit unheimlich kritisiert worden sind, behaupten sie sich noch immer. Auch diese LP wurde wieder in Zusammenarbeit mit einem grossen Orchester aufgenommen, ganz nach der alten Bee-Gees-Erfolgsmasche und doch hat diese Scheibe etwas ganz Besonderes. Zwischen den ersten beiden Nummern 'Saw a new morning' und 'I'don't wanna be the one' befindet sich ein so großer Übergang, als wenn man aus einer Gewitternacht in einen sonnigen Morgen gerät. Glücklicherweise singt Robin nicht eine Nummer mehr allein. Barry schrieb die meisten Stücke und singt solo, wenn nicht alle drei singen. Auffallend ist der unheimlich gute Sound der akustischen Gitarren und auch daran ist Barry sehr stark beteiligt. Aber auch Maurice Gibb, Allan Kendall und Sneaky Pete zeigen auf dieser LP ihr Können. Nach 'South Dakota Morning' mit Tommy Morgan und seiner Harmonika, folgt der Höhepunkt der LP: 'Livin' in Chicago' (5,3 min.) mit Jerome Richardson und seiner Flöte. Auch die Texte sind anspruchsvoller als sonst. Es fällt auf, dass die Bee Gees meistens über Amerika singen und dort auch alle Platten aufnehmen. Wahrscheinlich darum, weil sie dort immer noch den grössten Erfolg haben. Die erste Nummer auf der zweiten Seite fällt etwas aus dem Bee-Gees-Rahmen, ist deshalb aber nicht weniger perfekt. Rick Grech bedient den Bass und die Geige, Jim Keltner drummt. Die Informationen auf der Plattentasche sind ausführlich der Entwurf der Hülle scheusslich. Die Platte aber ist besser denn je.“

### A Kick in the Head is Worth Eight in the Pants
Die schlechten Verkaufszahlen von »Life in a Tin Can« veranlasste die Plattenfirma, das für Herbst geplante Folgealbum, das den Arbeitstitel »The Bee Gees Album« trug, später aber als »A Kick in the Head is Worth Eight in the Pants« bekannt wurde, nicht zu veröffentlichen.
Das Album sollte Titel enthalten, die ebenfalls bereits 1972 in Los Angeles eingespielt wurden. Arrangeur für diese Titel war allerdings Jimmie Haskell. Die einzigen Kompositionen, die damals veröffentlicht wurden, waren Wouldn’t I Be Someone, in einer editierten Version im Juni 1973 als Single, King and Country, in einer stark gekürzten Version in Deutschland als B-Seite der Single, und Elisa, das als B-Seite in England und USA veröffentlicht wurde. It Doesn’t Matter Much to Me, ein Jahr später von den Bee Gees neu eingespielt, erschien 1974 in England auf einem Kompilationsalbum mit anderen raren Bee Gees-Titeln. Alle anderen Titel blieben bis heute unveröffentlicht.

### Trackliste
Alle Kompositionen von Barry, Robin und Maurice Gibb
- A1. Elisa
- A2. Wouldn’t I Be Someone
- A3. A Lonely Violin
- A4. Losers and Lovers
- A5. Home Again Rivers
- B1. Harry’s Gate
- B2. Rocky L.A.
- B3. Castles in the Air
- B4. Where is Your Sister
- B5. It Doesn’t Matter Much to Me

Bootlegs des Albums, die seit den 1990er-Jahren im Umlauf waren, listen meist vier zusätzliche Titel, die jedoch erst 1973 in London eingespielt wurden.